# 2,5-二甲基苯胺
2,5-二甲基苯胺是一种有机化合物，化学式为C6H3(CH3)2NH2，它是二甲基苯胺同分异构体之一，为无色的粘稠液体。它可用于制备溶剂黄30、溶剂红22、酸性红65和溶剂红26。

## 制备
和其它二甲基苯胺一样，由相应二甲苯的硝化反应制得硝基衍生物，再对硝基进行还原得到。还原剂可以选用Fe/HCl，但通常通过催化氢化反应来合成：
Me2C6H4  +  HNO3   →   Me2C6H3NO2  +  H2O
Me2C6H3NO2  +  3 H2   →   Me2C6H3NH2  +  3H2O